# Đồng Lâm
Đồng Lâm là một xã thuộc thành phố Hạ Long, tỉnh Quảng Ninh, Việt Nam.
Xã Đồng Lâm có diện tích 115,33 km², dân số năm 1999 là 1674 người, mật độ dân số đạt 15 người/km².